# Tonle Sap (See)
Der Tonle-Sap-See (Khmer: បឹងទន្លេសាប, Aussprache [boeung tunleː saːp]) in Kambodscha ist der größte See Südostasiens und eines der fischreichsten Binnengewässer der Erde.

## Geographie
Von Norden wird der See durch mehrere Zuflüsse gespeist. Im Süden ist der See mit dem Tonle-Sap-Fluss verbunden, welcher im jahreszeitlichen Wechsel jeweils den Zu- oder Ablauf bildet und weiter südlich in Phnom Penh in den Mekong mündet.

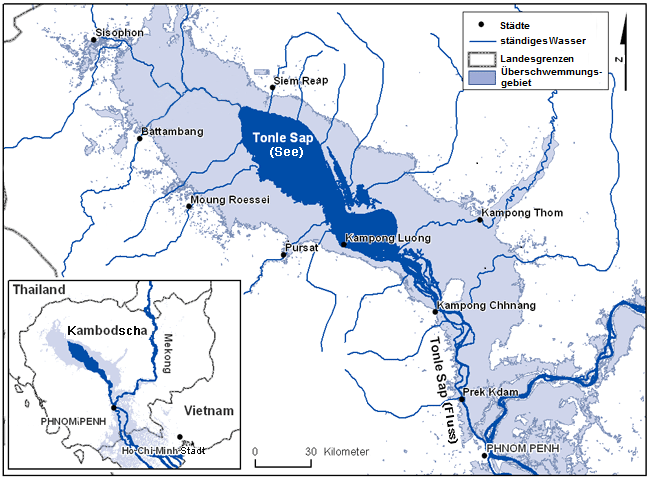
Flutregionen und Zuflüsse des Sees

Jedes Jahr im Juni ist dort ein in dieser Größenordnung weltweit einzigartiges Naturphänomen zu beobachten. Der Mekong führt zu dieser Zeit auf Grund der Monsunregenfälle und durch das Schmelzwasser aus dem Himalaya bis zu viermal mehr Wasser als in den trockenen Monaten. Da Kambodscha ein großteils sehr ebenes Land ist, drängt das Wasser des Mekong in den Tonle-Sap-Fluss, dieser wechselt daraufhin seine Fließrichtung. An dessen Ende füllen die Wassermassen nun das Becken des Sees. Während der trockenen Jahreszeit weist er eine Oberfläche von 2.600–3.000 km² auf, bis er auf circa 10.400 km² (inkl. umliegende Flusslandschaften: bis zu 25.000 km²) anwächst und bis zu fünfmal so tief ist (von 2–3 m auf 14 m). Der Höhepunkt der Überflutung wird im September erreicht. Zu diesem Zeitpunkt ist knapp ein Drittel der landwirtschaftlichen Kulturfläche Kambodschas von Wasser bedeckt.
Erst im November, wenn der Mekong wieder weniger Wasser führt, wechselt der Fluss erneut die Richtung und das Wasser des Sees fließt langsam ab. Dieses Ereignis ist Anlass für das sogenannte Wasserfest (Khmer: Bon Om Touk), das auch gleichzeitig den Beginn der Fischereisaison darstellt.

## Wirtschaftliche Bedeutung

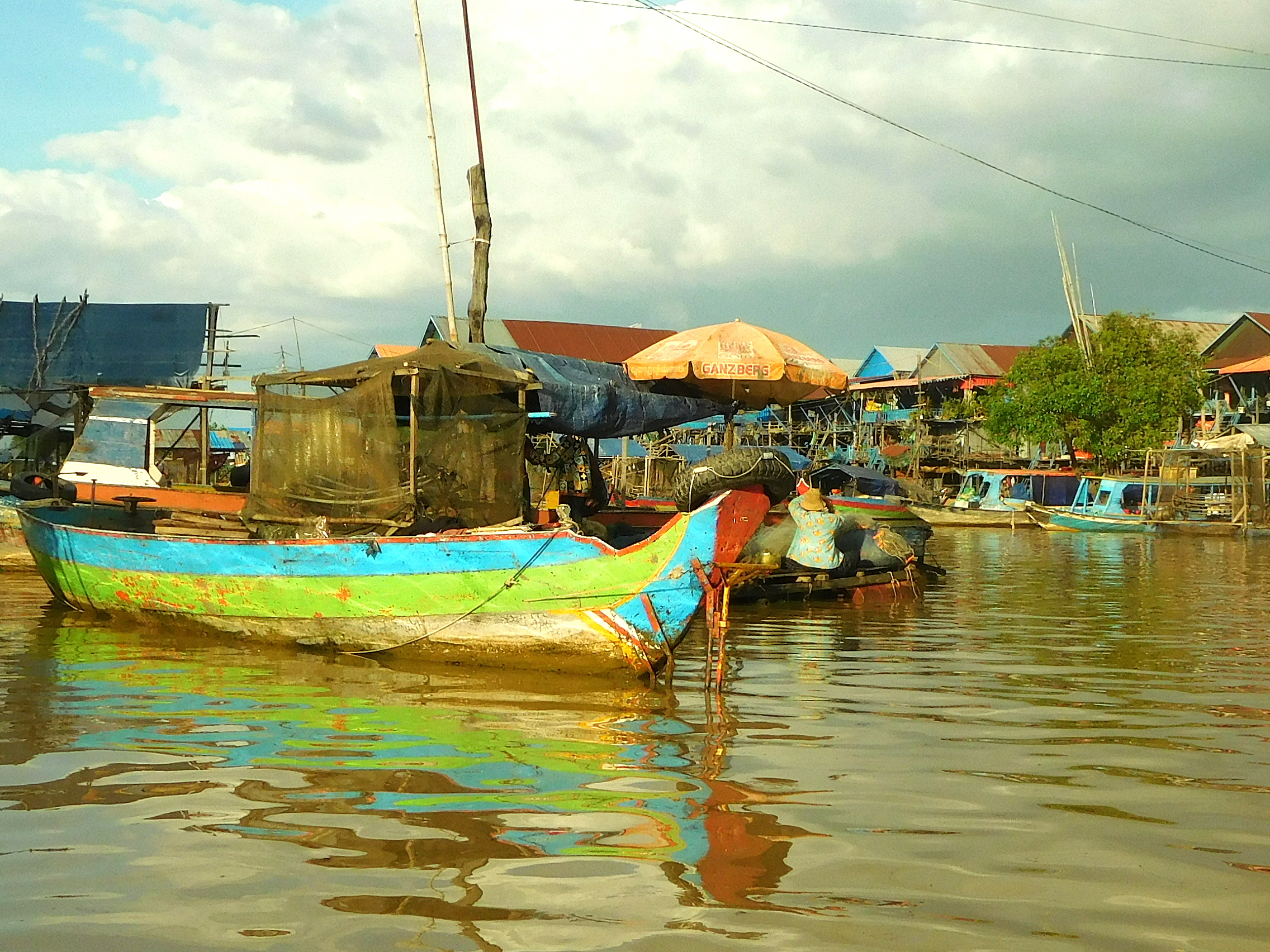
Ortschaft Kampong Phlouk am Tonle Sap

Seit Jahrhunderten sind Fischfang und Reisanbau die wesentlichsten Wirtschaftszweige der ländlichen Bevölkerung Kambodschas. Reis und Fisch sind auch die Hauptbestandteile der Küche der Khmer. Und beides wird vom jährlichen Rhythmus des Tonle-Sap-Systems geprägt.

### Verkehr
Der See dient auch als Verkehrsweg. Eine Schnellbootverbindung verbindet die im Nordosten des Tonle Sap gelegene Stadt Siem Reap mit der Hauptstadt Phnom Penh im Süden und über den im Nordwesten in den See mündenden Fluss Sangke mit Battambang, der zweitgrößten Stadt des Landes. Über den Mekong ist es auch möglich, Vietnam auf dem Wasserweg zu erreichen. Eine Verbindung nach Laos ist hingegen nicht möglich, da der Mekong oberhalb Kratie bis Vientiane nicht schiffbar ist. An der Landesgrenze liegen die Mekongfälle, die für Boote jeglicher Art unpassierbar sind. 
Der Tonle-Sap-Fluss und auch der Tonle-Sap-See sind wichtige Verkehrswege in diesem Teil Kambodschas. Aufgrund der zunehmend verbesserten Straßenverhältnisse wird jedoch ein Großteil der Güter und Personen inzwischen über Straßen befördert.

### Reis
Die jährlichen Überschwemmungen durch Flüsse und See garantieren die Bewässerung und Düngung der Reisfelder, die während der trockenen Monate über Kanalsysteme bewässert werden müssen.

### Fisch

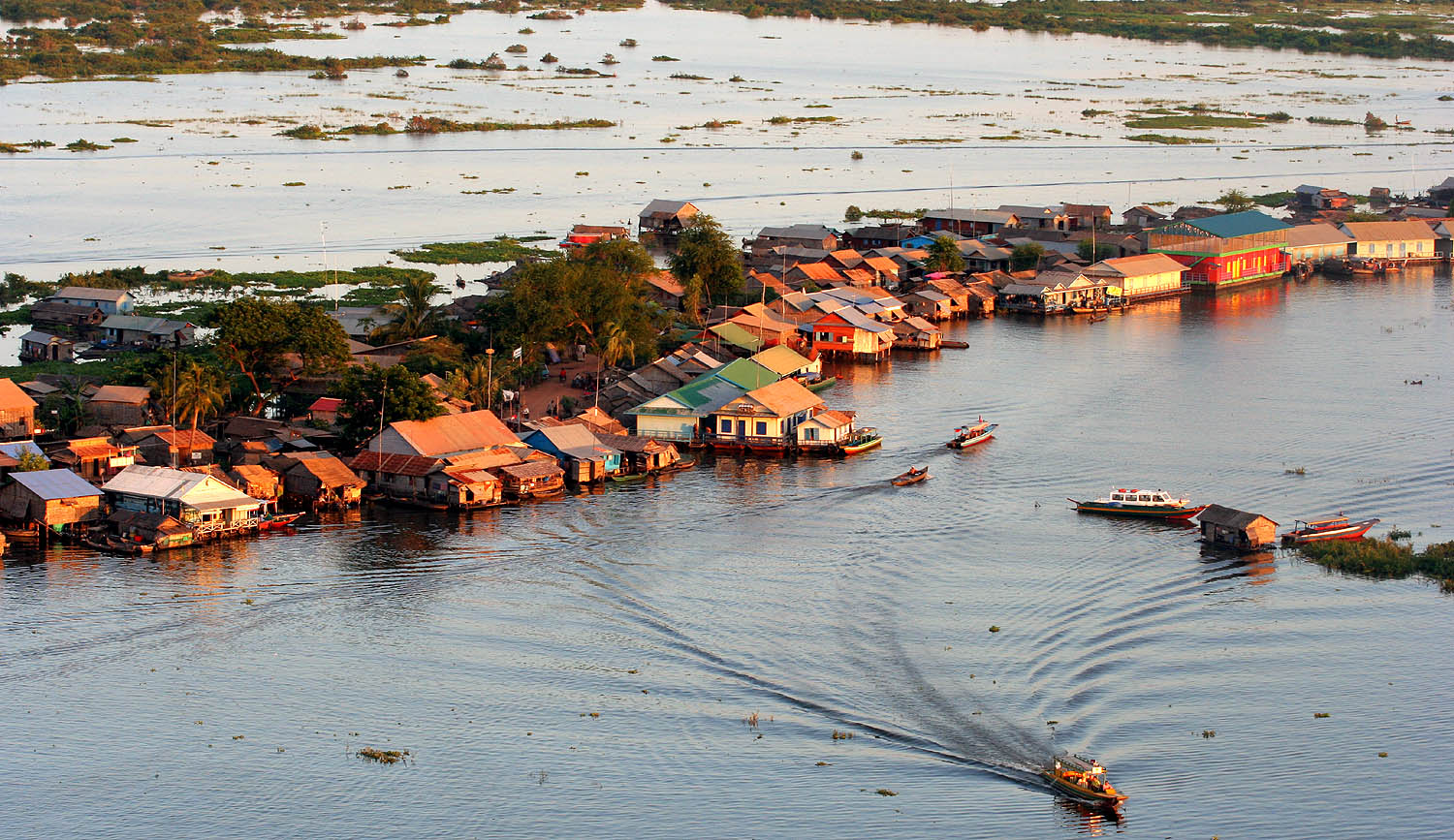
Schwimmendes Dorf

Im Tonle Sap kommen fast 200 Fischarten vor. Zu den häufigeren Fischen im Tonle Sap gehören der Quergestreifte Schlangenkopf (Channa striata) und der Große Schlangenkopffisch, der Froschwels, der Gemeine Hubschrauberwels, der Asiatische Fähnchen-Messerfisch, die Siambarbe sowie die Karpfenarten Cirrhinus microlepis, Henicorhynchus siamensis (Siamesischer Schlammkarpfen) und Schwarzer Fransenlipper. Im See fast ausgestorben ist der Mekong-Riesenwels, mit bis zu 250 Kilogramm einer der größten Süßwasserfische der Welt. Die wenigen Exemplare, die noch im Tonle Sap gefangen wurden, waren erheblich kleiner.
Für den Fischfang beginnt im November die Hauptsaison, wenn die Wassermenge des Sees langsam wieder abnimmt und der Fischreichtum nach den Monaten des Hochwassers seinen Höhepunkt erreicht hat. Schätzungen zufolge werden in Kambodscha insgesamt (inkl. Küstenfischerei) jährlich über 300.000 Tonnen Fisch gefangen, der Großteil davon in den Binnengewässern und davon wiederum die Hälfte im Tonle Sap. Fisch allein liefert mindestens drei Viertel des in Kambodscha konsumierten Proteins.

## Ökologie und Gefährdung
Der See Tonle Sap bildet gemeinsam mit den Flüssen Tonle Sap, Mekong und Bassac ein einzigartiges Ökosystem, das nicht nur den Artenreichtum (rund 200 Pflanzen- und 150 Fischarten, seltene Wasservögel, zahlreiche Wasserschlangen, Siam-Krokodile u. a. m.) im Wasser und im Umland ermöglichte, sondern auch entscheidend für die Entwicklung der in diesem Gebiet ansässigen Menschen und ihrer Kultur war.
Die historischen Königreiche der Khmer mit ihrem Zentrum im nur wenige Kilometer nördlich des Sees gelegenen Angkor wären ohne den Wasserreichtum und den damit einhergehenden Nahrungsreichtum vermutlich nicht entstanden.
Heute ist das Gefüge aus jahreszeitlich wechselnden Laichzeiten, Fischfang, landwirtschaftlicher Nutzung und Düngung des Umlandes in Gefahr.

### Überfischung

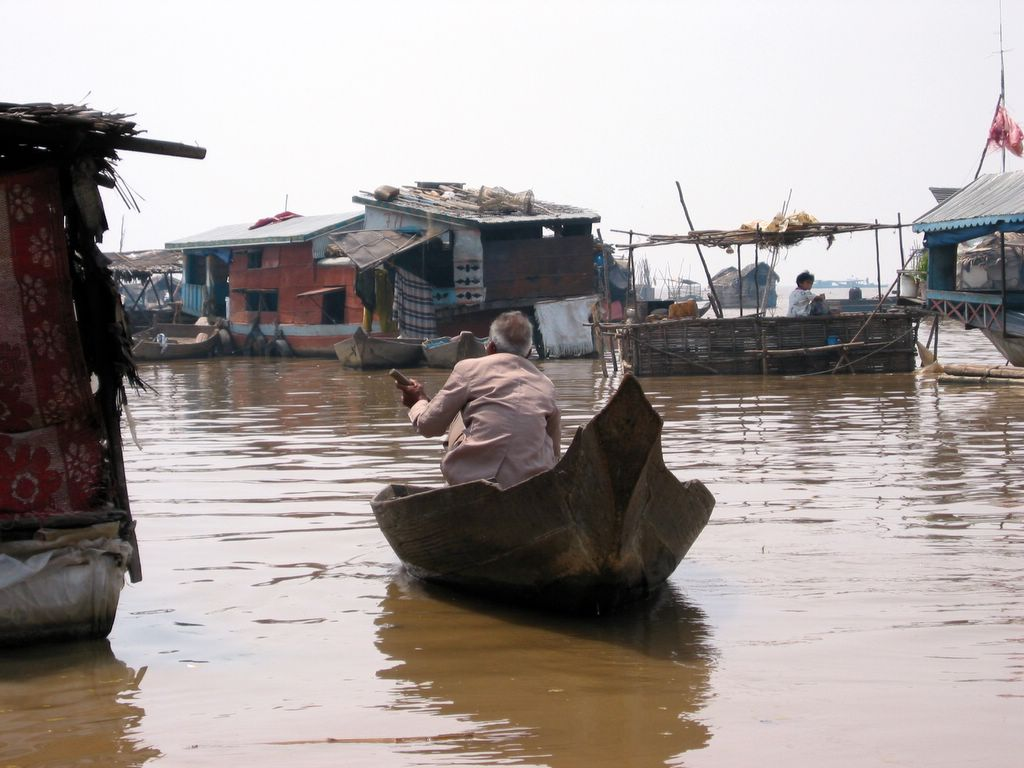
Leben am See

Der See ist immer noch einer der fischreichsten der Erde, allerdings zeigt der beginnende industrielle Fischfang bereits erste negative Folgen, und Fischer berichten über einen Rückgang der Erträge. Nylonnetze, die, entgegen früheren Traditionen, quer durch Flussläufe gespannt werden, lassen Fischern flussabwärts kaum noch die Möglichkeit, selbst Fische zu fangen. Die Methoden ändern sich. Statt Wurfnetzen und aus Holz, Schilf und Bambus gebauter Fallen kommen mitunter auch Granaten, Batterien oder Gift zum Einsatz.
Der Rückgang der Fischereierträge und der erhöhte Bedarf an Fleisch für die in der Nähe gelegenen Krokodilfarmen haben dazu geführt, dass in den vergangenen beiden Jahrzehnten zunehmend auch Wasserschlangen, hauptsächlich Exemplare der Gestreiften Wassertrugnatter (Enhydris enhydris), aus dem See gefischt wurden. Derzeit sind es rund sieben Millionen Stück pro Jahr. Dadurch sind auch die Bestände dieser Tiere extrem gefährdet, da es auch in der Brutperiode von November bis Dezember keine Schonzeit für die Schlangen gibt (siehe Kapitel Film).

### Umweltverschmutzung

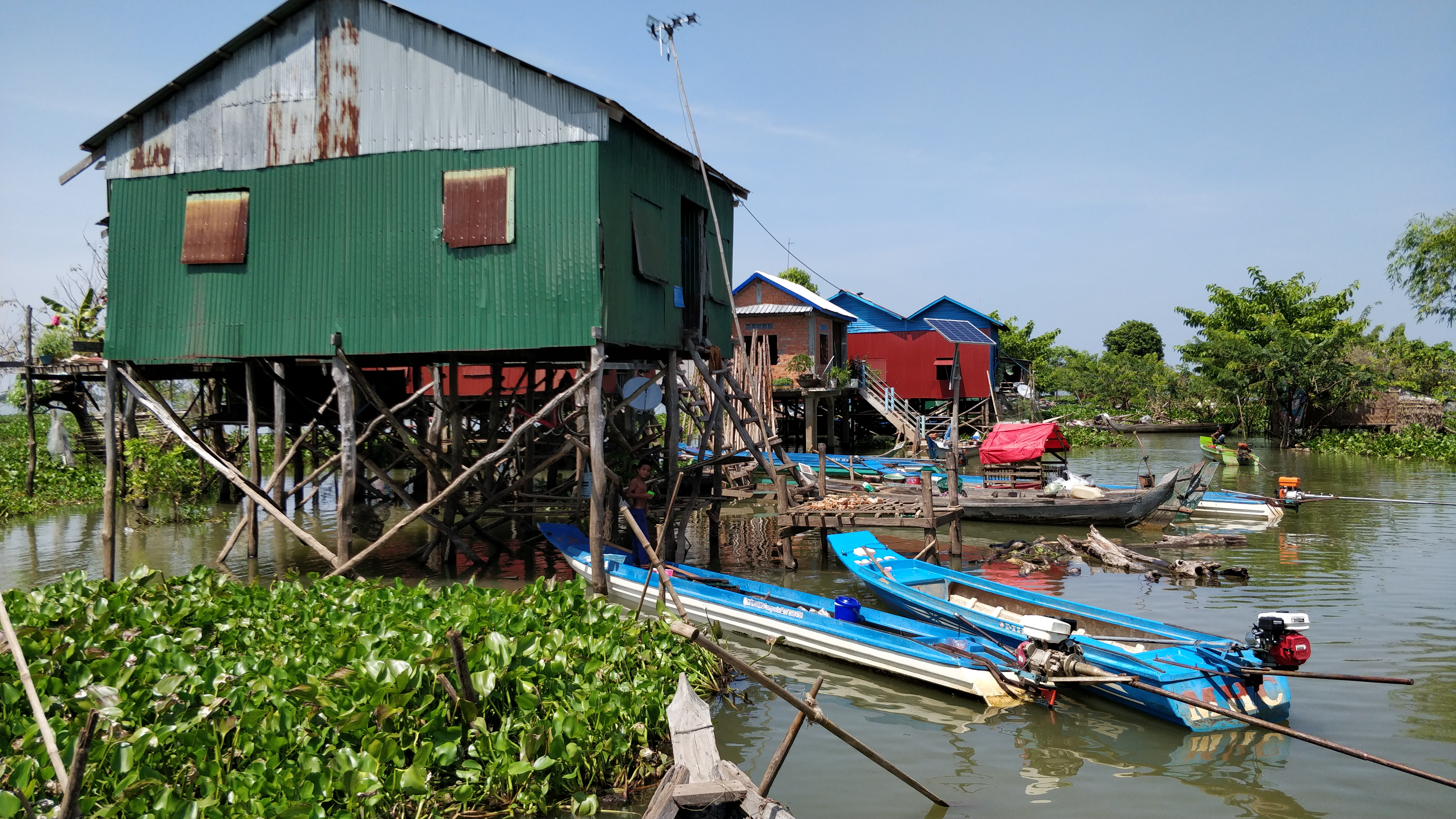
Einfache Stelzenhäuser auf einer während der Regenzeit überfluteten Insel im Tonle-Sap-Flussdelta

Ein weiteres Problem ist die Verschmutzung des Wassers. Die Hochwasser bringen jährlich auch frischen Schwemmsand mit sich, der die Felder auf natürliche Weise düngt. Heute ist dieser Schwemmsand immer öfter verschmutzt, vor allem mit den Abwässern der flussaufwärts am Mekong gelegenen Industrieanlagen in Thailand und der Volksrepublik China. Auch die Landwirtschaft und der Holzeinschlag an den Ufern beeinträchtigen das Ökosystem.

### Staudämme
Wie in vielen anderen Entwicklungs- und Schwellenländern bereits mit umstrittenen Folgen (vgl. Arundhati Roys Aufsätze zum Dammprojekt Sardar Sarovar in Indien) für Bevölkerung und Umwelt geschehen, sollen auch in Kambodscha Staudämme die ökonomische Entwicklung beschleunigen. Geplant sind (Stand 1999) acht Dämme an den Zuflüssen des Sees, davon drei an Nebenflüssen des Mekong und fünf weitere an kleineren Flüssen. Zusätzlich drohen bereits bestehende und weitere geplante Dämme in den Nachbarländern den saisonalen Rhythmus des Binnenwassersystems zu stören. Der Mekong soll in Laos für 56 Dämme genutzt werden, in Vietnam für 36, Thailand plant zwei weitere zu den 39 bereits bestehenden und dazu ein Bewässerungsprojekt, das dem Mekong jährlich 12.000 Mio. Kubikmeter Wasser entziehen würde, und in der Volksrepublik China sollen zu einem vorhandenen noch sechs weitere Dämme gebaut werden.

## Film
- 360° – Geo Reportage: Auf Schlangenfang in Kambodscha. Dokumentation, Deutschland, Frankreich, 52 Min., 2007, ein Film von Thérèse Engels, Produktion: ZDF, arte, Erstausstrahlung: 29. Dezember 2007, Inhaltsbeschreibung von geo, Youtube
- Cambodia’s declining fish stocks – Bericht auf Al Jazeera English vom 12. August 2010 (video, englisch)